# Saunja (Kuusalu)
Saunja – wieś w Estonii, w prowincji Harju, w gminie Kuusalu.